# Sierlijke gaasvlieg
De sierlijke gaasvlieg (Hypochrysa elegans) is een insect uit de familie van de gaasvliegen (Chrysopidae), die tot de orde netvleugeligen (Neuroptera) behoort. 
Hypochrysa elegans is voor het eerst wetenschappelijk beschreven door Burmeister in 1839.